# Quatrième guerre anglo-néerlandaise
 (mars 2008).
Si vous disposez d'ouvrages ou d'articles de référence ou si vous connaissez des sites web de qualité traitant du thème abordé ici, merci de compléter l'article en donnant les références utiles à sa vérifiabilité et en les liant à la section « Notes et références ».
La quatrième guerre anglo-néerlandaise se déroula de 1780 à 1784. Il s'agit d'un conflit armé opposant la Grande-Bretagne aux Provinces-Unies, conflit sous-jacent à la guerre d'indépendance des États-Unis. La défaite des Provinces-Unies permit à la puissance britannique de soutirer de nombreuses concessions coloniales dans les Indes néerlandaises.

## Causes
Le XVIIIe siècle vit le déclin économique, politique et militaire des Provinces-Unies et le transfert subséquent d'Amsterdam vers Londres de l’hégémonie commerciale européenne. Tiraillée entre les Orangistes prompts à assister les stathouders de la maison d'Orange-Nassau dans leur quête pour prendre un rôle politique effectif et les républicains, la république néerlandaise avait vu son emprise sur de nombreuses colonies passer à des puissances rivales.
Liées à la Grande-Bretagne par la Glorieuse Révolution anglaise de 1688 et par un pacte d’alliance défensif (1678), les Provinces-Unies avaient été néanmoins les premières à reconnaître l’indépendance américaine, avant même la France. Ce pied de nez à l’Empire britannique, qui avait depuis plus d’un siècle traité les Provinces-Unies avec mansuétude, voire d’une chaude condescendance, eut un impact négatif sur les relations entre les deux alliés. À la suite de l’entrée en guerre de la France aux côtés des insurgés, les Provinces-Unies adoptèrent une politique de neutralité alors qu’elles auraient dû, selon la Grande-Bretagne, lui porter assistance. D’autant plus que cette neutralité déclarée permettait aux vaisseaux français de mouiller dans les ports néerlandais et de se ravitailler en Asie et en Amériques dans les colonies néerlandaises.
La Couronne britannique ordonna de fouiller les navires néerlandais à la recherche de biens américains ou français, soupçonnant les Provinces-Unies de contrebandes, ce qui ne manqua pas d’irriter la République. Il est probable que la population néerlandaise et l’élite intellectuelle montra d’ailleurs un peu trop de sympathie pour la cause américaine ; la Grande-Bretagne déclara finalement la guerre en réaction à la découverte d’un projet de traité commercial secret entre la ville d’Amsterdam et les rebelles américains, poussant du coup la République néerlandaise dans le camp de la France, de l’Espagne et des insurgés américains.

## Opérations

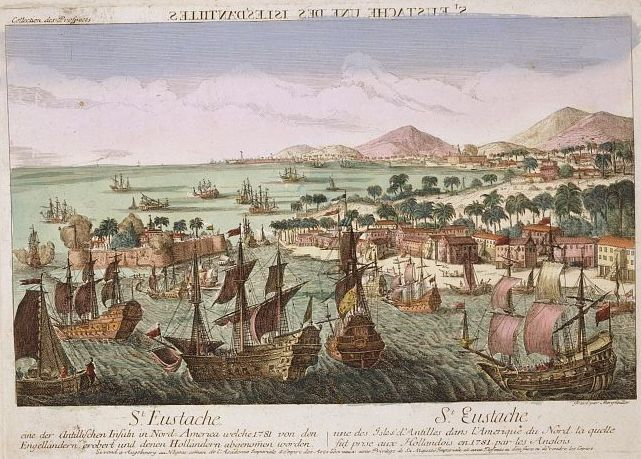
L'île néerlandaise de Saint-Eustache est prise par les Britanniques en février 1781 et délivrée par la Marine française la même année. (Gravure allemande, 1781).

En février 1781, l'amiral britannique Rodney occupe Saint-Eustache, île à partir de laquelle les néerlandais livraient des armes aux insurgés américains. En Afrique et dans les Indes orientales, plusieurs bases tombent aux mains des Britanniques.
- 1 et 2 mai 1779, tentative d'invasion franco-néerlandaise de Jersey par Charles Henri de Nassau-Siegen et Philippe de Rullecourt (en) ;
- 30 mai 1781 : bataille navale du cap Sainte-Marie (en) ;
- Juillet 1781 : bataille navale de baie de Saldagne ;
- 1781-1782 : attaque des forces de l'amiral Rodney contre les possessions néerlandaise comme Saint-Eustache, Sabba, etc., puis reprises par les forces de l'amiral de Grasse lors de la guerre des Antilles ;
- Bataille du Dogger Bank (1781) ;
- Siège de Seringapatam défendue par les Néerlandais et Haidar Alî, octobre/novembre 1781 ;
- Bataille de Jersey ;
- Capture de Trinquemalay en janvier 1782 ;
- Tentative de capture de la Côte-de-l'Or par l'attaque de Saint-Georges-de-la-Mine au début de 1782.

## Traité de Paris
Par le traité de Paris (1783-1784 pour les derniers accords), les Provinces-Unies cèdent Nagapattinam à la Grande-Bretagne qui leur rend Ceylan. De plus, le traité permet aux marchands britanniques de commercer dans certaines colonies néerlandaises des Indes orientales.